# Seznam dílů seriálu Americký táta
Toto je seznam dílů seriálu Americký táta. Jednotlivé díly nemají české názvy.

## Přehled řad
| Řada | Díly č. | Díly | Premiéra v USA    | Premiéra v USA    | České číslování řad              | Premiéra v ČR     | Premiéra v ČR     | Alternativní dělení na řady                                                   |
| Řada | Díly č. | Díly | První díl         | Poslední díl      | České číslování řad              | První díl         | Poslední díl      | Alternativní dělení na řady                                                   |
| ---- | ------- | ---- | ----------------- | ----------------- | -------------------------------- | ----------------- | ----------------- | ----------------------------------------------------------------------------- |
| 1    | 1–7     | 7    | 6. února 2005     | 19. června 2005   | I                                | 14. prosince 2015 | 17. prosince 2015 | díly 1–23 tvoří jednu řadu                                                    |
| 2    | 8–23    | 16   | 11. září 2005     | 14. května 2006   | I (díly 8–13) II (díly 14-23)    | 17. prosince 2015 | 29. prosince 2015 | díly 1–23 tvoří jednu řadu                                                    |
| 3    | 24–42   | 19   | 10. září 2006     | 20. května 2007   | III                              | 29. prosince 2015 | 11. ledna 2016    | –                                                                             |
| 4    | 43–58   | 16   | 30. září 2007     | 15. května 2008   | IV                               | 12. ledna 2016    | 21. ledna 2016    | –                                                                             |
| 5    | 59–78   | 20   | 28. září 2008     | 17. května 2009   | V                                | 22. ledna 2016    | 5. února 2016     | –                                                                             |
| 6    | 79–96   | 18   | 27. září 2009     | 16. května 2010   | VI                               | 6. února 2016     | 18. února 2016    | –                                                                             |
| 7    | 97–115  | 19   | 3. října 2010     | 22. května 2011   | VII                              | 19. února 2016    | 29. března 2016   | –                                                                             |
| 8    | 116–133 | 18   | 25. září 2011     | 13. května 2012   | VIII                             | 29. března 2016   | 9. dubna 2016     | –                                                                             |
| 9    | 134–152 | 19   | 30. září 2012     | 12. května 2013   | IX                               | 9. dubna 2016     | 22. dubna 2016    | –                                                                             |
| 10   | 153–172 | 20   | 29. září 2013     | 18. května 2014   | X                                | 23. dubna 2016    | 6. května 2016    | –                                                                             |
| 11   | 173–190 | 18   | 14. září 2014     | 1. června 2015    | XI                               | 5. července 2017  | 19. července 2017 | díly 173–175 tvoří samostatnou řadu, nebo díly 173–175 patří k předchozí řadě |
| 12   | 191–212 | 22   | 25. ledna 2016    | 27. června 2016   | XII                              | 17. srpna 2017    | 26. října 2017    | –                                                                             |
| 13   | 213–234 | 22   | 7. listopadu 2016 | 11. září 2017     | XIII                             | 10. dubna 2019    | 25. dubna 2019    | –                                                                             |
| 14   | 235–256 | 22   | 25. prosince 2017 | 8. dubna 2019     | XIV (díly 235–247) bude oznámeno | 8. října 2019     | bude oznámeno     | díly 248–256 patří k následující řadě                                         |
| 15   | 257–276 | 20   | 15. dubna 2019    | 26. srpna 2019    | bude oznámeno                    | bude oznámeno     | bude oznámeno     | –                                                                             |
| 16   | 277–300 | 24   | 13. dubna 2020    | 21. prosince 2020 | bude oznámeno                    | bude oznámeno     | bude oznámeno     | díly 278–279 jsou řazeny do předchozí řady, ale č. 278 a 279 jim zůstává      |
| 17   | 301–322 | 22   | 19. dubna 2021    | 25. října 2021    | bude oznámeno                    | bude oznámeno     | bude oznámeno     | –                                                                             |
| 18   | 323–344 | 22   | 24. ledna 2022    | 19. prosince 2022 | bude oznámeno                    | bude oznámeno     | bude oznámeno     | –                                                                             |
| 19   | 345–366 | 22   | 27. března 2023   | 18. prosince 2023 | bude oznámeno                    | bude oznámeno     | bude oznámeno     | –                                                                             |
| 20   | 367–388 | 22   | 28. října 2024    | 24. března 2025   | bude oznámeno                    | bude oznámeno     | bude oznámeno     | –                                                                             |

## Seznam dílů

### První řada (2005)
| Č. v seriálu | Č. v řadě | Původní název          | Režie                      | Scénář                                       | Premiéra v USA  | Premiéra v ČR     | Produkční kód | České číslování |
| ------------ | --------- | ---------------------- | -------------------------- | -------------------------------------------- | --------------- | ----------------- | ------------- | --------------- |
| 1            | 1         | Pilot                  | Ron Hughart                | Seth MacFarlane, Mike Barker a Matt Weitzman | 6. února 2005   | 14. prosince 2015 | 1AJN01        | I (1)           |
| 2            | 2         | Threat Levels          | Brent Woods                | David Zuckerman                              | 1. května 2005  | 14. prosince 2015 | 1AJN02        | I (2)           |
| 3            | 3         | Stan Knows Best        | Pam Cooke                  | Mike Barker a Matt Weitzman                  | 8. května 2005  | 15. prosince 2015 | 1AJN03        | I (3)           |
| 4            | 4         | Francine's Flashback   | Caleb Meurer a Brent Woods | Rick Wiener a Kenny Schwartz                 | 15. května 2005 | 15. prosince 2015 | 1AJN05        | I (4)           |
| 5            | 5         | Roger Codger           | Albert Calleros            | Dan Vebber                                   | 5. června 2005  | 16. prosince 2015 | 1AJN04        | I (5)           |
| 6            | 6         | Homeland Insecurity    | Rodney Clouden             | Neal Boushell a Sam O'Neal                   | 12. června 2005 | 16. prosince 2015 | 1AJN06        | I (6)           |
| 7            | 7         | Deacon Stan, Jesus Man | John Aoshima               | Nahnatchka Khan                              | 19. června 2005 | 17. prosince 2015 | 1AJN07        | I (7)           |

### Druhá řada (2005–2006)
| Č. v seriálu | Č. v řadě | Původní název                        | Režie           | Scénář                       | Premiéra v USA     | Premiéra v ČR     | Produkční kód | České číslování |
| ------------ | --------- | ------------------------------------ | --------------- | ---------------------------- | ------------------ | ----------------- | ------------- | --------------- |
| 8            | 1         | Bullocks to Stan                     | Brent Woods     | Alison McDonald              | 11. září 2005      | 17. prosince 2015 | 1AJN09        | I (8)           |
| 9            | 2         | A Smith in the Hand                  | Pam Cooke       | David Hemingson              | 18. září 2005      | 18. prosince 2015 | 1AJN10        | I (9)           |
| 10           | 3         | All About Steve                      | Mike Kim        | Chris McKenna a Matt McKenna | 25. září 2005      | 18. prosince 2015 | 1AJN08        | I (10)          |
| 11           | 4         | Con Heir                             | Albert Calleros | Steve Hely                   | 2. října 2005      | 21. prosince 2015 | 1AJN11        | I (11)          |
| 12           | 5         | Stan of Arabia (Part 1)              | Rodney Clouden  | Nahnatchka Khan              | 6. listopadu 2005  | 21. prosince 2015 | 1AJN12        | I (12)          |
| 13           | 6         | Stan of Arabia (Part 2)              | Anthony Lioi    | Carter Bays a Craig Thomas   | 13. listopadu 2005 | 22. prosince 2015 | 1AJN13        | I (13)          |
| 14           | 7         | Stannie Get Your Gun                 | John Aoshima    | Brian Boyle                  | 20. listopadu 2005 | 22. prosince 2015 | 1AJN14        | II (1)          |
| 15           | 8         | Star Trek                            | Mike Kim        | Chris McKenna a Matt McKenna | 27. listopadu 2005 | 23. prosince 2015 | 1AJN15        | II (2)          |
| 16           | 9         | Not Particularly Desperate Housewife | Brent Woods     | Dan Vebber                   | 18. prosince 2005  | 23. prosince 2015 | 1AJN16        | II (3)          |
| 17           | 10        | Rough Trade                          | Pam Cooke       | David Zuckerman              | 8. ledna 2006      | 24. prosince 2015 | 1AJN17        | II (4)          |
| 18           | 11        | Finances with Wolves                 | Albert Calleros | Neal Boushell a Sam O'Neal   | 29. ledna 2006     | 24. prosince 2015 | 1AJN18        | II (5)          |
| 19           | 12        | It's Good to Be the Queen            | Rodney Clouden  | Alison McDonald              | 26. února 2006     | 25. prosince 2015 | 1AJN19        | II (6)          |
| 20           | 13        | Roger 'n' Me                         | Anthony Lioi    | Rick Wiener a Kenny Schwartz | 23. dubna 2006     | 25. prosince 2015 | 2AJN01        | II (7)          |
| 21           | 14        | Helping Handis                       | Caleb Meurer    | Nahnatchka Khan              | 30. dubna 2006     | 28. prosince 2015 | 2AJN02        | II (8)          |
| 22           | 15        | With Friends Like Steve's            | John Aoshima    | Erik Durbin                  | 7. května 2006     | 28. prosince 2015 | 2AJN03        | II (9)          |
| 23           | 16        | Tears of a Clooney                   | Brent Woods     | Chris McKenna a Matt McKenna | 14. května 2006    | 29. prosince 2015 | 2AJN04        | II (10)         |

### Třetí řada (2006–2007)
| Č. v seriálu | Č. v řadě | Původní název                             | Režie                     | Scénář                                        | Premiéra v USA     | Premiéra v ČR     | Produkční kód | České číslování |
| ------------ | --------- | ----------------------------------------- | ------------------------- | --------------------------------------------- | ------------------ | ----------------- | ------------- | --------------- |
| 24           | 1         | Camp Refoogee                             | Albert Calleros           | Josh Bycel a Jonathan Fener                   | 10. září 2006      | 29. prosince 2015 | 2AJN06        | III (1)         |
| 25           | 2         | The American Dad After School Special     | Pam Cooke                 | Dan Vebber                                    | 17. září 2006      | 30. prosince 2015 | 2AJN05        | III (2)         |
| 26           | 3         | Failure is Not a Factory-Installed Option | Rodney Clouden            | Etan Cohen                                    | 24. září 2006      | 30. prosince 2015 | 2AJN07        | III (3)         |
| 27           | 4         | Lincoln Lover                             | Brent Woods               | Rick Wiener, Kenny Schwartz a Nahnatchka Khan | 5. listopadu 2006  | 31. prosince 2015 | 2AJN11        | III (4)         |
| 28           | 5         | Dungeons and Wagons                       | Kurt Dumas a Anthony Lioi | Michael Shipley a Jim Bernstein               | 12. listopadu 2006 | 31. prosince 2015 | 2AJN08        | III (5)         |
| 29           | 6         | Iced, Iced Babies                         | Caleb Meurer              | Steve Hely                                    | 19. listopadu 2006 | 1. ledna 2016     | 2AJN09        | III (6)         |
| 30           | 7         | Of Ice and Men                            | John Aoshima              | Brian Boyle                                   | 26. listopadu 2006 | 1. ledna 2016     | 2AJN10        | III (7)         |
| 31           | 8         | Irregarding Steve                         | Pam Cooke                 | Chris McKenna a Matt McKenna                  | 10. prosince 2006  | 4. ledna 2016     | 2AJN12        | III (8)         |
| 32           | 9         | The Best Christmas Story Never Told       | Albert Calleros           | Brian Boyle                                   | 17. prosince 2006  | 4. ledna 2016     | 2AJN14        | III (9)         |
| 33           | 10        | Bush Comes to Dinner                      | Mike Kim                  | Mike Barker a Matt Weitzman                   | 7. ledna 2007      | 5. ledna 2016     | 2AJN13        | III (10)        |
| 34           | 11        | American Dream Factory                    | Rodney Clouden            | Nahnatchka Khan                               | 28. ledna 2007     | 5. ledna 2016     | 2AJN16        | III (11)        |
| 35           | 12        | A.T. The Abusive Terrestrial              | Joe Daniello              | Dan Vebber                                    | 11. února 2007     | 6. ledna 2016     | 2AJN17        | III (12)        |
| 36           | 13        | Black Mystery Month                       | Brent Woods               | Laura McCreary                                | 18. února 2007     | 6. ledna 2016     | 2AJN20        | III (13)        |
| 37           | 14        | An Apocalypse to Remember                 | John Aoshima              | Erik Durbin                                   | 25. března 2007    | 7. ledna 2016     | 2AJN19        | III (14)        |
| 38           | 15        | Four Little Words                         | Caleb Meurer              | David Zuckerman                               | 1. dubna 2007      | 7. ledna 2016     | 2AJN18        | III (15)        |
| 39           | 16        | When a Stan Loves a Woman                 | Rodney Clouden            | Rick Wiener a Kenny Schwartz                  | 29. dubna 2007     | 8. ledna 2016     | 2AJN23        | III (16)        |
| 40           | 17        | I Can't Stan You                          | Pam Cooke                 | Michael Shipley a Jim Bernstein               | 6. května 2007     | 8. ledna 2016     | 2AJN15        | III (17)        |
| 41           | 18        | The Magnificent Steven                    | Mike Kim                  | Steve Hely                                    | 13. května 2007    | 11. ledna 2016    | 2AJN21        | III (18)        |
| 42           | 19        | Joint Custody                             | Joe Daniello              | Keith Heisler                                 | 20. května 2007    | 11. ledna 2016    | 2AJN24        | III (19)        |

### Čtvrtá řada (2007–2008)
| Č. v seriálu | Č. v řadě | Původní název                                  | Režie           | Scénář                       | Premiéra v USA     | Premiéra v ČR  | Produkční kód | České číslování |
| ------------ | --------- | ---------------------------------------------- | --------------- | ---------------------------- | ------------------ | -------------- | ------------- | --------------- |
| 43           | 1         | The Vacation Goo                               | Albert Calleros | Josh Bycel a Jonathan Fener  | 30. září 2007      | 12. ledna 2016 | 2AJN22        | IV (1)          |
| 44           | 2         | Meter Made                                     | Bob Bowen       | Dan Vebber                   | 7. října 2007      | 12. ledna 2016 | 3AJN01        | IV (2)          |
| 45           | 3         | Dope & Faith                                   | Caleb Meurer    | Michael Shipley              | 14. října 2007     | 13. ledna 2016 | 3AJN02        | IV (3)          |
| 46           | 4         | Big Trouble in Little Langley                  | John Aoshima    | Rick Wiener a Kenny Schwartz | 4. listopadu 2007  | 13. ledna 2016 | 3AJN03        | IV (4)          |
| 47           | 5         | Haylias                                        | Brent Woods     | David Zuckerman              | 11. listopadu 2007 | 14. ledna 2016 | 3AJN04        | IV (5)          |
| 48           | 6         | The 42-Year-Old Virgin                         | Pam Cooke       | Nahnatchka Khan              | 18. listopadu 2007 | 14. ledna 2016 | 3AJN05        | IV (6)          |
| 49           | 7         | Surro-Gate                                     | Tim Parsons     | Erik Durbin                  | 2. prosince 2007   | 15. ledna 2016 | 3AJN07        | IV (7)          |
| 50           | 8         | The Most Adequate Christmas Ever               | John Aoshima    | Jim Bernstein                | 16. prosince 2007  | 15. ledna 2016 | 3AJN12        | IV (8)          |
| 51           | 9         | Frannie 911                                    | Joe Daniello    | Brian Boyle                  | 6. ledna 2008      | 18. ledna 2016 | 3AJN06        | IV (9)          |
| 52           | 10        | Tearjerker                                     | Albert Calleros | Jonathan Fener               | 13. ledna 2008     | 18. ledna 2016 | 3AJN08        | IV (10)         |
| 53           | 11        | Oedipal Panties                                | Rodney Clouden  | David Hemingson              | 27. ledna 2008     | 19. ledna 2016 | 3AJN09        | IV (11)         |
| 54           | 12        | Widowmaker                                     | Bob Bowen       | Keith Heisler                | 17. února 2008     | 19. ledna 2016 | 3AJN10        | IV (12)         |
| 55           | 13        | Red October Sky                                | Caleb Meurer    | Steve Hely                   | 27. dubna 2008     | 20. ledna 2016 | 3AJN11        | IV (13)         |
| 56           | 14        | Office Spaceman                                | Brent Woods     | Laura McCreary               | 4. května 2008     | 20. ledna 2016 | 3AJN13        | IV (14)         |
| 57           | 15        | Stanny Slickers II: The Legend of Ollie's Gold | Pam Cooke       | Erik Sommers                 | 11. května 2008    | 21. ledna 2016 | 3AJN14        | IV (15)         |
| 58           | 16        | Spring Breakup                                 | Albert Calleros | Nahnatchka Khan              | 18. května 2008    | 21. ledna 2016 | 3AJN17        | IV (16)         |

### Pátá řada (2008–2009)
| Č. v seriálu | Č. v řadě | Původní název             | Režie                  | Scénář                          | Premiéra v USA     | Premiéra v ČR  | Produkční kód | České číslování |
| ------------ | --------- | ------------------------- | ---------------------- | ------------------------------- | ------------------ | -------------- | ------------- | --------------- |
| 59           | 1         | 1600 Candles              | Caleb Meurer           | Rick Wiener a Kenny Schwartz    | 28. září 2008      | 22. ledna 2016 | 3AJN20        | V (1)           |
| 60           | 2         | The One That Got Away     | Tim Parsons            | Chris McKenna a Matt McKenna    | 5. října 2008      | 22. ledna 2016 | 3AJN16        | V (2)           |
| 61           | 3         | One Little Word           | Rodney Clouden         | David Zuckerman                 | 19. října 2008     | 25. ledna 2016 | 3AJN18        | V (3)           |
| 62           | 4         | Choosy Wives Choose Smith | Joe Daniello           | Matt Fusfeld a Alex Cuthbertson | 2. listopadu 2008  | 25. ledna 2016 | 3AJN15        | V (4)           |
| 63           | 5         | Escape from Pearl Bailey  | Bob Bowen              | Dan Vebber                      | 9. listopadu 2008  | 26. ledna 2016 | 3AJN19        | V (5)           |
| 64           | 6         | Pulling Double Booty      | John Aoshima           | Brian Boyle                     | 16. listopadu 2008 | 26. ledna 2016 | 3AJN21        | V (6)           |
| 65           | 7         | Phantom of the Telethon   | Brent Woods            | Mike Barker a Matt Weitzman     | 30. listopadu 2008 | 27. ledna 2016 | 3AJN22        | V (7)           |
| 66           | 8         | Chimdale                  | Pam Cooke a Jansen Yee | Keith Heisler                   | 25. ledna 2009     | 27. ledna 2016 | 4AJN01        | V (8)           |
| 67           | 9         | Stan Time                 | Joe Daniello           | Jonathan Fener                  | 8. února 2009      | 28. ledna 2016 | 4AJN02        | V (9)           |
| 68           | 10        | Family Affair             | Tim Parsons            | Erik Durbin                     | 15. února 2009     | 28. ledna 2016 | 4AJN03        | V (10)          |
| 69           | 11        | Live and Let Fry          | Albert Calleros        | Laura McCreary                  | 1. března 2009     | 29. ledna 2016 | 4AJN04        | V (11)          |
| 70           | 12        | Roy Rogers McFreely       | Bob Bowen              | Brian Boyle                     | 8. března 2009     | 29. ledna 2016 | 4AJN05        | V (12)          |
| 71           | 13        | Jack's Back               | Rodney Clouden         | David Zuckerman                 | 15. března 2009    | 2. února 2016  | 4AJN07        | V (13)          |
| 72           | 14        | Bar Mitzvah Hustle        | Brent Woods            | Chris McKenna a Matt McKenna    | 22. března 2009    | 2. února 2016  | 4AJN06        | V (14)          |
| 73           | 15        | Wife Insurance            | John Aoshima           | Erik Sommers                    | 29. března 2009    | 3. února 2016  | 4AJN08        | V (15)          |
| 74           | 16        | Delorean Story-an         | Joe Daniello           | Matt Fusfeld a Alex Cuthbertson | 19. dubna 2009     | 3. února 2016  | 4AJN09        | V (16)          |
| 75           | 17        | Every Which Way But Lose  | Pam Cooke a Jansen Yee | Steve Hely                      | 26. dubna 2009     | 4. února 2016  | 4AJN10        | V (17)          |
| 76           | 18        | Weiner of Our Discontent  | Tim Parsons            | Laura McCreary                  | 3. května 2009     | 4. února 2016  | 4AJN11        | V (18)          |
| 77           | 19        | Daddy Queerest            | Albert Calleros        | Nahnatchka Khan                 | 10. května 2009    | 5. února 2016  | 4AJN12        | V (19)          |
| 78           | 20        | Stan's Night Out          | Bob Bowen              | Jim Bernstein                   | 17. května 2009    | 5. února 2016  | 4AJN13        | V (20)          |

### Šestá řada (2009–2010)
| Č. v seriálu | Č. v řadě | Původní název                         | Režie                             | Scénář                          | Premiéra v USA     | Premiéra v ČR  | Produkční kód | České číslování |
| ------------ | --------- | ------------------------------------- | --------------------------------- | ------------------------------- | ------------------ | -------------- | ------------- | --------------- |
| 79           | 1         | In Country...Club                     | Albert Calleros a Josue Cervantes | Judah Miller a Murray Miller    | 27. září 2009      | 6. února 2016  | 4AJN20        | VI (1)          |
| 80           | 2         | Moon Over Isla Island                 | Rodney Clouden                    | Jonathan Fener                  | 4. října 2009      | 6. února 2016  | 4AJN15        | VI (2)          |
| 81           | 3         | Home Adrone                           | Brent Woods                       | Erik Sommers                    | 11. října 2009     | 9. února 2016  | 4AJN14        | VI (3)          |
| 82           | 4         | Brains, Brains and Automobiles        | Pam Cooke a Jansen Yee            | Keith Heisler                   | 18. října 2009     | 9. února 2016  | 4AJN18        | VI (4)          |
| 83           | 5         | Man in the Moonbounce                 | Tim Parsons                       | Brian Boyle                     | 8. listopadu 2009  | 10. února 2016 | 4AJN19        | VI (5)          |
| 84           | 6         | Shallow Vows                          | John Aoshima                      | Rick Wiener a Kenny Schwartz    | 15. listopadu 2009 | 10. února 2016 | 4AJN16        | VI (6)          |
| 85           | 7         | My Morning Straitjacket               | Chris Bennett                     | Mike Barker                     | 22. listopadu 2009 | 11. února 2016 | 4AJN22        | VI (7)          |
| 86           | 8         | G-String Circus                       | Bob Bowen                         | Erik Durbin                     | 29. listopadu 2009 | 11. února 2016 | 4AJN21        | VI (8)          |
| 87           | 9         | Rapture's Delight                     | Joe Daniello                      | Chris McKenna a Matt McKenna    | 13. prosince 2009  | 12. února 2016 | 4AJN17        | VI (9)          |
| 88           | 10        | Don't Look a Smith Horse in the Mouth | Rodney Clouden                    | Matt Fusfeld a Alex Cuthbertson | 3. ledna 2010      | 12. února 2016 | 5AJN01        | VI (10)         |
| 89           | 11        | A Jones for a Smith                   | John Aoshima a Jansen Yee         | Laura McCreary                  | 31. ledna 2010     | 13. února 2016 | 5AJN02        | VI (11)         |
| 90           | 12        | May the Best Stan Win                 | Pam Cooke                         | Murray Miller a Judah Miller    | 14. února 2010     | 13. února 2016 | 5AJN04        | VI (12)         |
| 91           | 13        | The Return of the Bling               | Joe Daniello                      | Nahnatchka Khan                 | 21. února 2010     | 16. února 2016 | 5AJN03        | VI (13)         |
| 92           | 14        | Cops and Roger                        | Tim Parsons                       | Erik Durbin                     | 11. dubna 2010     | 16. února 2016 | 5AJN06        | VI (14)         |
| 93           | 15        | Merlot Down Dirty Shame               | Josue Cervantes                   | Brian Boyle                     | 18. dubna 2010     | 17. února 2016 | 5AJN08        | VI (15)         |
| 94           | 16        | Bully for Steve                       | Rodney Clouden                    | Matt Fusfeld a Alex Cuthbertson | 25. dubna 2010     | 17. února 2016 | 5AJN11        | VI (16)         |
| 95           | 17        | An Incident at Owl Creek              | John Aoshima a Jansen Yee         | Alan R. Cohen a Alan Freedland  | 9. května 2010     | 18. února 2016 | 5AJN10        | VI (17)         |
| 96           | 18        | Great Space Roaster                   | Joe Daniello                      | Jonathan Fener                  | 16. května 2010    | 18. února 2016 | 5AJN12        | VI (18)         |

### Sedmá řada (2010–2011)
| Č. v seriálu | Č. v řadě | Původní název                             | Režie                     | Scénář                          | Premiéra v USA    | Premiéra v ČR   | Produkční kód | České číslování |
| ------------ | --------- | ----------------------------------------- | ------------------------- | ------------------------------- | ----------------- | --------------- | ------------- | --------------- |
| 97           | 1         | 100 A.D. (Part 1)                         | Tim Parsons               | Keith Heisler                   | 3. října 2010     | 19. února 2016  | 5AJN14        | VII (1)         |
| 98           | 2         | Son of Stan (Part 2)                      | Chris Bennett             | Erik Sommers                    | 10. října 2010    | 19. února 2016  | 5AJN17        | VII (2)         |
| 99           | 3         | Best Little Horror House in Langley Falls | John Aoshima a Jansen Yee | Eric Weinberg                   | 7. října 2010     | 20. února 2016  | 5AJN19        | VII (3)         |
| 100          | 4         | Stan's Food Restaurant                    | Josue Cervantes           | Brian Boyle                     | 14. října 2010    | 20. února 2016  | 5AJN16        | VII (4)         |
| 101          | 5         | White Rice                                | Bob Bowen                 | Rick Wiener a Kenny Schwartz    | 21. října 2010    | 23. února 2016  | 5AJN15        | VII (5)         |
| 102          | 6         | There Will Be Bad Blood                   | Joe Daniello              | Murray Miller a Judah Miller    | 28. října 2010    | 23. února 2016  | 5AJN20        | VII (6)         |
| 103          | 7         | The People vs. Martin Sugar               | Pam Cooke                 | Jonathan Fener                  | 5. prosince 2010  | 24. února 2016  | 5AJN05        | VII (7)         |
| 104          | 8         | For Whom the Sleigh Bell Tolls            | Bob Bowen                 | Erik Durbin                     | 12. prosince 2010 | 24. února 2016  | 5AJN22        | VII (8)         |
| 105          | 9         | Fart-Break Hotel                          | Rodney Clouden            | Chris McKenna a Matt McKenna    | 16. ledna 2011    | 25. února 2016  | 5AJN18        | VII (9)         |
| 106          | 10        | Stanny Boy and Frantastic                 | Pam Cooke                 | Laura McCreary                  | 23. ledna 2011    | 25. února 2016  | 5AJN13        | VII (10)        |
| 107          | 11        | A Piñata Named Desire                     | Bob Bowen                 | Chris McKenna a Matt McKenna    | 13. února 2011    | 26. února 2016  | 5AJN07        | VII (11)        |
| 108          | 12        | You Debt Your Life                        | Chris Bennett             | Erik Sommers                    | 20. února 2011    | 26. února 2016  | 5AJN09        | VII (12)        |
| 109          | 13        | I Am the Walrus                           | Tim Parsons               | Keith Heisler                   | 27. března 2011   | 27. února 2016  | 5AJN21        | VII (13)        |
| 110          | 14        | School Lies                               | Rodney Clouden            | Brian Boyle                     | 3. dubna 2011     | 27. února 2016  | 6AJN03        | VII (14)        |
| 111          | 15        | License to Till                           | John Aoshima a Jansen Yee | Matt Fusfeld a Alex Cuthbertson | 10. dubna 2011    | 25. března 2016 | 6AJN04        | VII (15)        |
| 112          | 16        | Jenny Fromdabloc                          | Bob Bowen                 | Laura McCreary                  | 17. dubna 2011    | 25. března 2016 | 6AJN08        | VII (16)        |
| 113          | 17        | Home Wrecker                              | Joe Daniello              | Alan R. Cohen a Alan Freedland  | 8. května 2011    | 26. března 2016 | 6AJN05        | VII (17)        |
| 114          | 18        | Flirting with Disaster                    | Pam Cooke                 | Keith Heisler                   | 15. května 2011   | 26. března 2016 | 6AJN06        | VII (18)        |
| 115          | 19        | Gorillas in the Mist                      | Chris Bennett             | Erik Durbin                     | 22. května 2011   | 29. března 2016 | 6AJN10        | VII (19)        |

### Osmá řada (2011–2012)
| Č. v seriálu | Č. v řadě | Původní název                                     | Režie                         | Scénář                          | Premiéra v USA     | Premiéra v ČR   | Produkční kód | České číslování |
| ------------ | --------- | ------------------------------------------------- | ----------------------------- | ------------------------------- | ------------------ | --------------- | ------------- | --------------- |
| 116          | 1         | Hot Water                                         | Chris Bennett                 | Judah Miller a Murray Miller    | 25. září 2011      | 29. března 2016 | 6AJN18        | VIII (1)        |
| 117          | 2         | Hurricane!                                        | Tim Parsons                   | Erik Sommers                    | 2. října 2011      | 30. března 2016 | 6AJN07        | VIII (2)        |
| 118          | 3         | A Ward Show                                       | Josue Cervantes               | Erik Durbin                     | 6. listopadu 2011  | 30. března 2016 | 6AJN01        | VIII (3)        |
| 119          | 4         | The Worst Stan                                    | Rodney Clouden                | Nahnatchka Khan                 | 13. listopadu 2011 | 31. března 2016 | 6AJN11        | VIII (4)        |
| 120          | 5         | Virtual In-Stanity                                | Shawn Murray                  | Jordan Blum a Parker Deay       | 20. listopadu 2011 | 31. března 2016 | 6AJN16        | VIII (5)        |
| 121          | 6         | The Scarlett Getter                               | Josue Cervantes               | Matt Fusfeld a Alex Cuthbertson | 27. listopadu 2011 | 1. dubna 2016   | 6AJN09        | VIII (6)        |
| 122          | 7         | Season's Beatings                                 | Joe Daniello                  | Erik Sommers                    | 11. prosince 2011  | 1. dubna 2016   | 6AJN21        | VIII (7)        |
| 123          | 8         | The Unbrave One                                   | Joe Daniello                  | Rick Wiener a Kenny Schwartz    | 8. ledna 2012      | 2. dubna 2016   | 6AJN13        | VIII (8)        |
| 124          | 9         | Stanny Tendergrass                                | Tim Parsons                   | Keith Heisler                   | 29. ledna 2012     | 2. dubna 2016   | 6AJN15        | VIII (9)        |
| 125          | 10        | Wheels & the Legman and the Case of Grandpa's Key | Josue Cervantes               | Laura McCreary                  | 12. února 2012     | 5. dubna 2016   | 6AJN17        | VIII (10)       |
| 126          | 11        | Old Stan in the Mountain                          | Pam Cooke a Valerie Fletcher  | Jonathan Fener                  | 19. února 2012     | 5. dubna 2016   | 6AJN14        | VIII (11)       |
| 127          | 12        | The Wrestler                                      | Rodney Clouden                | Alan R. Cohen a Alan Freedland  | 4. března 2012     | 6. dubna 2016   | 6AJN19        | VIII (12)       |
| 128          | 13        | Dr. Klaustus                                      | John Aoshima a Jansen Yee     | Brian Boyle                     | 11. března 2012    | 6. dubna 2016   | 6AJN12        | VIII (13)       |
| 129          | 14        | Stan's Best Friend                                | John Aoshima a Jansen Yee     | Jonathan Fener                  | 18. března 2012    | 7. dubna 2016   | 6AJN20        | VIII (14)       |
| 130          | 15        | Less Money, Mo' Problems                          | Chris Bennett                 | Murray Miller a Judah Miller    | 25. března 2012    | 7. dubna 2016   | 6AJN02        | VIII (15)       |
| 131          | 16        | The Kidney Stays in the Picture                   | Pam Cooke a Valerie Fletcher  | Rick Wiener a Kenny Schwartz    | 1. dubna 2012      | 8. dubna 2016   | 6AJN22        | VIII (16)       |
| 132          | 17        | Ricky Spanish                                     | Shawn Murray                  | Erik Sommers                    | 6. května 2012     | 8. dubna 2016   | 7AJN02        | VIII (17)       |
| 133          | 18        | Toy Whorey                                        | Tim Parsons a Jennifer Graves | Matt Fusfeld a Alex Cuthbertson | 13. května 2012    | 9. dubna 2016   | 7AJN01        | VIII (18)       |

### Devátá řada (2012–2013)
| Č. v seriálu | Č. v řadě | Původní název                                                          | Režie                         | Scénář                          | Premiéra v USA     | Premiéra v ČR  | Produkční kód | České číslování |
| ------------ | --------- | ---------------------------------------------------------------------- | ----------------------------- | ------------------------------- | ------------------ | -------------- | ------------- | --------------- |
| 134          | 1         | Love, AD Style                                                         | Josue Cervantes               | Erik Durbin                     | 30. září 2012      | 9. dubna 2016  | 7AJN03        | IX (1)          |
| 135          | 2         | Killer Vacation                                                        | Rodney Clouden                | Rick Wiener a Kenny Schwartz    | 7. října 2012      | 12. dubna 2016 | 7AJN05        | IX (2)          |
| 136          | 3         | Can I Be Frank with You                                                | Pam Cooke a Valerie Fletcher  | Judah Miller                    | 4. listopadu 2012  | 12. dubna 2016 | 7AJN08        | IX (3)          |
| 137          | 4         | American Stepdad                                                       | Shawn Murray                  | Jordan Blum a Parker Deay       | 18. listopadu 2012 | 13. dubna 2016 | 7AJN10        | IX (4)          |
| 138          | 5         | Why Can't We Be Friends?                                               | Jansen Yee                    | Jonathan Fener                  | 2. prosince 2012   | 13. dubna 2016 | 7AJN06        | IX (5)          |
| 139          | 6         | Adventures in Hayleysitting                                            | Tim Parsons a Jennifer Graves | Matt Fusfeld a Alex Cuthbertson | 9. prosince 2012   | 14. dubna 2016 | 7AJN09        | IX (6)          |
| 140          | 7         | National Treasure 4: Baby Franny: She's Doing Well: The Hole Story     | Chris Bennett                 | Murray Miller                   | 23. prosince 2012  | 14. dubna 2016 | 7AJN04        | IX (7)          |
| 141          | 8         | Finger Lenting Good                                                    | Joe Daniello                  | Laura McCreary                  | 6. ledna 2013      | 15. dubna 2016 | 7AJN07        | IX (8)          |
| 142          | 9         | The Adventures of Twill Ongenbone and His Boy Jabari                   | Josue Cervantes               | Brian Boyle                     | 13. ledna 2013     | 15. dubna 2016 | 7AJN11        | IX (9)          |
| 143          | 10        | Blood Crieth Unto Heaven                                               | Joe Daniello                  | Brian Boyle                     | 27. ledna 2013     | 16. dubna 2016 | 7AJN15        | IX (10)         |
| 144          | 11        | Max Jets                                                               | Tim Parsons a Jennifer Graves | Keith Heisler                   | 10. února 2013     | 16. dubna 2016 | 7AJN17        | IX (11)         |
| 145          | 12        | Naked to the Limit, One More Time                                      | Chris Bennett                 | Keith Heisler                   | 17. února 2013     | 19. dubna 2016 | 7AJN12        | IX (12)         |
| 146          | 13        | For Black Eyes Only                                                    | Jansen Yee                    | Jonathan Fener                  | 10. března 2013    | 19. dubna 2016 | 7AJN22        | IX (13)         |
| 147          | 14        | Spelling Bee My Baby                                                   | Rodney Clouden                | Lesley Wake Webster             | 24. března 2013    | 20. dubna 2016 | 7AJN13        | IX (14)         |
| 148          | 15        | The Missing Kink                                                       | Pam Cooke a Valerie Fletcher  | Jeff Chiang a Eric Ziobrowski   | 14. dubna 2013     | 20. dubna 2016 | 7AJN16        | IX (15)         |
| 149          | 16        | The Boring Identity                                                    | Jansen Yee                    | Erik Sommers                    | 21. dubna 2013     | 21. dubna 2016 | 7AJN14        | IX (16)         |
| 150          | 17        | The Full Cognitive Redaction of Avery Bullock by the Coward Stan Smith | Shawn Murray                  | Erik Durbin                     | 28. dubna 2013     | 21. dubna 2016 | 7AJN18        | IX (17)         |
| 151          | 18        | Lost in Space                                                          | Chris Bennett                 | Mike Barker                     | 5. května 2013     | 22. dubna 2016 | 7AJN20        | IX (18)         |
| 152          | 19        | Da Flippity Flop                                                       | Rodney Clouden                | Matt Weitzman                   | 12. května 2013    | 22. dubna 2016 | 7AJN21        | IX (19)         |

### Desátá řada (2013–2014)
| Č. v seriálu | Č. v řadě | Původní název                         | Režie                         | Scénář                       | Premiéra v USA     | Premiéra v ČR  | Produkční kód | České číslování |
| ------------ | --------- | ------------------------------------- | ----------------------------- | ---------------------------- | ------------------ | -------------- | ------------- | --------------- |
| 153          | 1         | Steve & Snot's Test-Tubular Adventure | Joe Daniello                  | Jordan Blum a Parker Deay    | 29. září 2013      | 23. dubna 2016 | 8AJN01        | X (1)           |
| 154          | 2         | Poltergasm                            | Pam Cooke a Valerie Fletcher  | Matt McKenna                 | 6. října 2013      | 23. dubna 2016 | 8AJN02        | X (2)           |
| 155          | 3         | Buck, Wild                            | Josue Cervantes               | Brett Cawley a Robert Maitia | 3. listopadu 2013  | 26. dubna 2016 | 8AJN05        | X (3)           |
| 156          | 4         | Crotchwalkers                         | Tim Parsons a Jennifer Graves | Dan Vebber                   | 10. listopadu 2013 | 26. dubna 2016 | 8AJN03        | X (4)           |
| 157          | 5         | Kung Pao Turkey                       | Rodney Clouden                | Erik Richter                 | 24. listopadu 2013 | 27. dubna 2016 | 8AJN07        | X (5)           |
| 158          | 6         | Independent Movie                     | Shawn Murray                  | Judah Miller                 | 1. prosince 2013   | 27. dubna 2016 | 8AJN04        | X (6)           |
| 159          | 7         | Faking Bad                            | Jansen Yee                    | John Unholz                  | 8. prosince 2013   | 28. dubna 2016 | 8AJN08        | X (7)           |
| 160          | 8         | Minstrel Krampus                      | Josue Cervantes               | Murray Miller a Judah Miller | 15. prosince 2013  | 28. dubna 2016 | 7AJN19        | X (8)           |
| 161          | 9         | Vision: Impossible                    | Pam Cooke a Valerie Fletcher  | Ali Waller                   | 5. ledna 2014      | 29. dubna 2016 | 8AJN10        | X (9)           |
| 162          | 10        | Familyland                            | Joe Daniello                  | Joe Chandler a Nic Wegener   | 12. ledna 2014     | 29. dubna 2016 | 8AJN09        | X (10)          |
| 163          | 11        | Cock of the Sleepwalk                 | Shawn Murray                  | Brian Boyle                  | 26. února 2014     | 30. dubna 2016 | 8AJN12        | X (11)          |
| 164          | 12        | Introducing the Naughty Stewardesses  | Josue Cervantes               | Judah Miller                 | 16. března 2014    | 30. dubna 2016 | 8AJN13        | X (12)          |
| 165          | 13        | I Ain't No Holodeck Boy               | Jansen Yee                    | Matt McKenna                 | 23. března 2014    | 3. května 2016 | 8AJN16        | X (13)          |
| 166          | 14        | Stan Goes on the Pill                 | Chris Bennett                 | Brett Cawley a Robert Maitia | 30. března 2014    | 3. května 2016 | 8AJN14        | X (14)          |
| 167          | 15        | Honey, I'm Homeland                   | Tim Parsons a Jennifer Graves | Dan Vebber                   | 6. dubna 2014      | 4. května 2016 | 8AJN11        | X (15)          |
| 168          | 16        | She Swill Survive                     | Chris Bennett                 | Rick Singer                  | 13. dubna 2014     | 4. května 2016 | 8AJN16        | X (16)          |
| 169          | 17        | Rubberneckers                         | Rodney Clouden                | Joe Chandler a Nic Wegener   | 27. dubna 2014     | 5. května 2016 | 8AJN15        | X (17)          |
| 170          | 18        | Permanent Record Wrecker              | Tim Parsons a Jennifer Graves | Brian Boyle                  | 4. května 2014     | 5. května 2016 | 8AJN19        | X (18)          |
| 171          | 19        | News Glance with Genevieve Vavance    | Shawn Murray                  | Ali Waller                   | 11. května 2014    | 6. května 2016 | 8AJN20        | X (19)          |
| 172          | 20        | The Longest Distance Relationship     | Pam Cooke a Valerie Fletcher  | Jordan Blum a Parker Deay    | 18. května 2014    | 6. května 2016 | 8AJN18        | X (20)          |

### Jedenáctá řada (2014–2015)
| Č. v seriálu | Č. v řadě | Původní název                         | Režie                         | Scénář                                                                          | Premiéra v USA     | Premiéra v ČR     | Produkční kód | České číslování |
| ------------ | --------- | ------------------------------------- | ----------------------------- | ------------------------------------------------------------------------------- | ------------------ | ----------------- | ------------- | --------------- |
| 173          | 1         | Roger Passes the Bar                  | Josue Cervantes               | Charles Suozzi                                                                  | 14. září 2014      | 5. července 2017  | 8AJN21        | XI (1)          |
| 174          | 2         | A Boy Named Michael                   | Joe Daniello                  | Erik Richter                                                                    | 14. září 2014      | 5. července 2017  | 8AJN17        | XI (2)          |
| 175          | 3         | Blagsnarst, a Love Story              | Chris Bennett                 | Wes Lukey                                                                       | 21. září 2014      | 6. července 2017  | 8AJN22        | XI (3)          |
| 176          | 4         | Blonde Ambition                       | Rodney Clouden                | námět: Evan Sandman a Carlo Hart scénář: Mike Barker, Carlo Hart a Evan Sandman | 20. října 2014     | 6. července 2017  | 9AJN01        | XI (4)          |
| 177          | 5         | CIAPOW                                | Jansen Yee                    | Joe Chandler a Nic Wegener                                                      | 27. října 2014     | 7. července 2017  | 9AJN02        | XI (5)          |
| 178          | 6         | Scents and Sensei-bility              | Tim Parsons a Jennifer Graves | Mike Barker, Carlo Hart a Evan Sandman                                          | 3. listopadu 2014  | 7. července 2017  | 9AJN05        | XI (6)          |
| 179          | 7         | Big Stan on Campus                    | Pam Cooke a Valerie Fletcher  | Brian Boyle                                                                     | 10. listopadu 2014 | 11. července 2017 | 9AJN04        | XI (7)          |
| 180          | 8         | Now and Gwen                          | Chris Bennett                 | Rachael Bogert a Emily Wood                                                     | 17. listopadu 2014 | 11. července 2017 | 9AJN08        | XI (8)          |
| 181          | 9         | Dreaming of a White Porsche Christmas | Shawn Murray                  | Brian Boyle                                                                     | 1. prosince 2014   | 12. července 2017 | 9AJN06        | XI (9)          |
| 182          | 10        | LGBSteve                              | Joe Daniello                  | Erik Richter                                                                    | 23. února 2015     | 12. července 2017 | 9AJN11        | XI (10)         |
| 183          | 11        | Morning Mimosa                        | Josue Cervantes               | Ali Waller                                                                      | 2. března 2015     | 13. července 2017 | 9AJN07        | XI (11)         |
| 184          | 12        | My Affair Lady                        | Joe Daniello                  | Teresa Hsiao                                                                    | 9. března 2015     | 13. července 2017 | 9AJN03        | XI (12)         |
| 185          | 13        | A Star is Reborn                      | Rodney Clouden                | Brett Cawley a Robert Maitia                                                    | 16. března 2015    | 14. července 2017 | 9AJN09        | XI (13)         |
| 186          | 14        | Manhattan Magical Murder Mystery Tour | Jansen Yee                    | Kirk J. Rudell                                                                  | 23. března 2015    | 14. července 2017 | 9AJN10        | XI (14)         |
| 187          | 15        | The Shrink                            | Pam Cooke a Valerie Fletcher  | Brett Cawley a Robert Maitia                                                    | 30. března 2015    | 18. července 2017 | 9AJN12        | XI (15)         |
| 188          | 16        | Holy Shit, Jeff's Back!               | Tim Parsons a Jennifer Graves | Joe Chandler a Nic Wegener                                                      | 18. května 2015    | 18. července 2017 | 9AJN13        | XI (16)         |
| 189          | 17        | American Fung                         | Chris Bennett                 | Greg Cohen                                                                      | 25. května 2015    | 19. července 2017 | 9AJN14        | XI (17)         |
| 190          | 18        | Seizures Suit Stanny                  | Josue Cervantes               | Erik Durbin                                                                     | 1. června 2015     | 19. července 2017 | 9AJN15        | XI (18)         |

### Dvanáctá řada (2016)
| Č. v seriálu | Č. v řadě | Původní název                                                    | Režie                         | Scénář                       | Premiéra v USA  | Premiéra v ČR  | Produkční kód | České číslování |
| ------------ | --------- | ---------------------------------------------------------------- | ----------------------------- | ---------------------------- | --------------- | -------------- | ------------- | --------------- |
| 191          | 1         | Roots                                                            | Shawn Murray                  | Brett Cawley a Robert Maitia | 25. ledna 2016  | 17. srpna 2017 | AAJN01        | XII (1)         |
| 192          | 2         | The Life Aquatic with Steve Smith                                | Rodney Clouden                | Kirk J. Rudell               | 1. února 2016   | 17. srpna 2017 | AAJN02        | XII (2)         |
| 193          | 3         | Hayley Smith, Seal Team Six                                      | Jansen Yee                    | Teresa Hsiao                 | 8. února 2016   | 24. srpna 2017 | AAJN03        | XII (3)         |
| 194          | 4         | N.S.A. (No Snoops Allowed)                                       | Joe Daniello                  | Steve Hely                   | 15. února 2016  | 24. srpna 2017 | AAJN04        | XII (4)         |
| 195          | 5         | Stan Smith as Keanu Reeves as Stanny Utah in Point Breakers      | Tim Parsons a Jennifer Graves | Joe Chandler a Nic Wegener   | 22. února 2016  | 31. srpna 2017 | AAJN05        | XII (5)         |
| 196          | 6         | Kiss Kiss Cam Cam                                                | Chris Bennett                 | Jordan Blum a Parker Deay    | 29. února 2016  | 31. srpna 2017 | AAJN07        | XII (6)         |
| 197          | 7         | The Devil Wears a Lapel Pin                                      | Josue Cervantes               | Zack Rosenblatt              | 7. března 2016  | 7. září 2017   | AAJN08        | XII (7)         |
| 198          | 8         | Stan-Dan Deliver                                                 | Shawn Murray                  | Rachael Bogert a Emily Wood  | 14. března 2016 | 7. září 2017   | AAJN09        | XII (8)         |
| 199          | 9         | Anchorfran                                                       | Rodney Clouden                | Jeff Kauffmann               | 21. března 2016 | 14. září 2017  | AAJN11        | XII (9)         |
| 200          | 10        | The Two Hundred                                                  | Jansen Yee                    | Brett Cawley a Robert Maitia | 28. března 2016 | 14. září 2017  | AAJN10        | XII (10)        |
| 201          | 11        | The Unincludeds                                                  | Tim Parsons a Jennifer Graves | Ali Waller                   | 11. dubna 2016  | 21. září 2017  | AAJN06        | XII (11)        |
| 202          | 12        | The Dentist's Wife                                               | Joe Daniello                  | Charles Suozzi               | 18. dubna 2016  | 21. září 2017  | AAJN12        | XII (12)        |
| 203          | 13        | Widow's Pique                                                    | Pam Cooke a Valerie Fletcher  | Sam Brenner                  | 25. dubna 2016  | 28. září 2017  | AAJN13        | XII (13)        |
| 204          | 14        | The Nova Centauris-burgh Board of Tourism Presents: American Dad | Tim Parsons a Jennifer Graves | Jordan Blum a Parker Deay    | 2. května 2016  | 28. září 2017  | AAJN14        | XII (14)        |
| 205          | 15        | Daesong Heavy Industries                                         | Chris Bennett                 | Greg Cohen                   | 9. května 2016  | 5. října 2017  | AAJN15        | XII (15)        |
| 206          | 16        | Daesong Heavy Industries II: Return to Innocence                 | Josue Cervantes               | Zack Rosenblatt              | 16. května 2016 | 5. října 2017  | AAJN16        | XII (16)        |
| 207          | 17        | Criss-Cross Applesauce: The Ballad of Billy Jesusworth           | Shawn Murray                  | Joe Chandler a Nic Wegener   | 23. května 2016 | 12. října 2017 | AAJN17        | XII (17)        |
| 208          | 18        | Mine Struggle                                                    | Rodney Clouden                | Kirk J. Rudell               | 30. května 2016 | 12. října 2017 | AAJN18        | XII (18)        |
| 209          | 19        | Garfield and Friends                                             | Jansen Yee                    | Teresa Hsiao                 | 6. června 2016  | 19. října 2017 | AAJN19        | XII (19)        |
| 210          | 20        | Gifted Me Liberty                                                | Joe Daniello                  | Charles Suozzi               | 13. června 2016 | 19. října 2017 | AAJN20        | XII (20)        |
| 211          | 21        | Next of Pin                                                      | Pam Cooke a Valerie Fletcher  | Jeff Kauffmann               | 20. června 2016 | 26. října 2017 | AAJN21        | XII (21)        |
| 212          | 22        | Standard Deviation                                               | Tim Parsons a Jennifer Graves | Brian Boyle                  | 27. června 2016 | 26. října 2017 | AAJN22        | XII (22)        |

### Třináctá řada (2016–2017)
| Č. v seriálu | Č. v řadě | Původní název                    | Režie                         | Scénář                       | Premiéra v USA     | Premiéra v ČR  | Produkční kód | České číslování |
| ------------ | --------- | -------------------------------- | ----------------------------- | ---------------------------- | ------------------ | -------------- | ------------- | --------------- |
| 213          | 1         | Father's Daze                    | Chris Bennett                 | Jordan Blum a Parker Deay    | 7. listopadu 2016  | 10. dubna 2019 | BAJN01        | XIII (1)        |
| 214          | 2         | Fight and Flight                 | Josue Cervantes               | Jeff Kauffmann               | 14. listopadu 2016 | 11. dubna 2019 | BAJN02        | XIII (2)        |
| 215          | 3         | The Enlightenment of Ragi-Baba   | Shawn Murray                  | Joe Chandler a Nic Wegener   | 21. listopadu 2016 | 11. dubna 2019 | BAJN03        | XIII (3)        |
| 216          | 4         | Portrait of Francine's Genitals  | Rodney Clouden                | Steve Hely                   | 28. listopadu 2016 | 12. dubna 2019 | BAJN04        | XIII (4)        |
| 217          | 5         | Bahama Mama                      | Jansen Yee                    | Zack Rosenblatt              | 5. prosince 2016   | 12. dubna 2019 | BAJN05        | XIII (5)        |
| 218          | 6         | Roger's Baby                     | Joe Daniello                  | Teresa Hsiao                 | 12. prosince 2016  | 13. dubna 2019 | BAJN06        | XIII (6)        |
| 219          | 7         | Ninety North, Zero West          | Pam Cooke a Valerie Fletcher  | Brett Cawley a Robert Maitia | 19. prosince 2016  | 13. dubna 2019 | BAJN07        | XIII (7)        |
| 220          | 8         | Whole Slotta Love                | Chris Bennett                 | Charles Suozzi               | 10. dubna 2017     | 16. dubna 2019 | BAJN09        | XIII (8)        |
| 221          | 9         | The Witches of Langley           | Jansen Yee                    | Joe Chandler a Nic Wegener   | 17. dubna 2017     | 16. dubna 2019 | BAJN13        | XIII (9)        |
| 222          | 10        | A Nice Night for a Drive         | Josue Cervantes               | Sam Brenner                  | 24. dubna 2017     | 17. dubna 2019 | BAJN10        | XIII (10)       |
| 223          | 11        | Casino Normale                   | Shawn Murray                  | Tim Saccardo                 | 1. května 2017     | 17. dubna 2019 | BAJN11        | XIII (11)       |
| 224          | 12        | Bazooka Steve                    | Rodney Clouden                | Joel Hurwitz                 | 29. května 2017    | 18. dubna 2019 | BAJN12        | XIII (12)       |
| 225          | 13        | Camp Campawanda                  | Tim Parsons a Jennifer Graves | Kirk J. Rudell               | 5. června 2017     | 18. dubna 2019 | BAJN08        | XIII (13)       |
| 226          | 14        | Julia Rogerts                    | Joe Daniello                  | Kathryn Borel                | 12. června 2017    | 19. dubna 2019 | BAJN14        | XIII (14)       |
| 227          | 15        | The Life and Times of Stan Smith | Pam Cooke a Valerie Fletcher  | Jordan Blum a Parker Deay    | 24. července 2017  | 19. dubna 2019 | BAJN15        | XIII (15)       |
| 228          | 16        | The Bitchin' Race                | Jansen Yee                    | Kirk J. Rudell               | 31. července 2017  | 20. dubna 2019 | BAJN21        | XIII (16)       |
| 229          | 17        | Family Plan                      | Chris Bennett                 | Zack Rosenblatt              | 7. srpna 2017      | 20. dubna 2019 | BAJN17        | XIII (17)       |
| 230          | 18        | The Long Bomb                    | Josue Cervantes               | Brett Cawley a Robert Maitia | 14. srpna 2017     | 23. dubna 2019 | BAJN18        | XIII (18)       |
| 231          | 19        | Kloger                           | Shawn Murray                  | Teresa Hsiao                 | 21. srpna 2017     | 23. dubna 2019 | BAJN19        | XIII (19)       |
| 232          | 20        | Garbage Stan                     | Rodney Clouden                | Paul Stroud                  | 28. srpna 2017     | 24. dubna 2019 | BAJN20        | XIII (20)       |
| 233          | 21        | The Talented Mr. Dingleberry     | Tim Parsons a Jennifer Graves | Jeff Kauffmann               | 4. září 2017       | 24. dubna 2019 | BAJN16        | XIII (21)       |
| 234          | 22        | West to Mexico                   | Joe Daniello                  | Brian Boyle                  | 11. září 2017      | 25. dubna 2019 | BAJN22        | XIII (22)       |

### Čtrnáctá řada (2017–2019)
| Č. v seriálu | Č. v řadě | Původní název                     | Režie                         | Scénář                       | Premiéra v USA    | Premiéra v ČR  | Produkční kód | České číslování |
| ------------ | --------- | --------------------------------- | ----------------------------- | ---------------------------- | ----------------- | -------------- | ------------- | --------------- |
| 235          | 1         | Santa, Schmanta                   | Joe Daniello                  | Teresa Hsiao                 | 25. prosince 2017 | 8. října 2019  | CAJN08        | XIV (1)         |
| 236          | 2         | Paranoid Frandroid                | Pam Cooke a Valerie Fletcher  | Joel Hurwitz                 | 12. února 2018    | 8. října 2019  | CAJN01        | XIV (2)         |
| 237          | 3         | The Census of the Lambs           | Tim Parsons a Jennifer Graves | Sam Brenner                  | 19. února 2018    | 9. října 2019  | CAJN02        | XIV (3)         |
| 238          | 4         | Shell Game                        | Chris Bennett                 | Brett Cawley a Robert Maitia | 26. února 2018    | 9. října 2019  | CAJN03        | XIV (4)         |
| 239          | 5         | The Mural of the Story            | Josue Cervantes               | Jeff Kauffmann               | 5. března 2018    | 10. října 2019 | CAJN04        | XIV (5)         |
| 240          | 6         | (You Gotta) Strike for Your Right | Shawn Murray                  | Tim Saccardo                 | 12. března 2018   | 10. října 2019 | CAJN05        | XIV (6)         |
| 241          | 7         | Klaustastrophe.tv                 | Rodney Clouden                | Kirk J. Rudell               | 19. března 2018   | 11. října 2019 | CAJN06        | XIV (7)         |
| 242          | 8         | Death by Dinner Party             | Jansen Yee                    | Joe Chandler a Nic Wegener   | 26. března 2018   | 11. října 2019 | CAJN07        | XIV (8)         |
| 243          | 9         | The Never-Ending Stories          | Pam Cooke a Valerie Fletcher  | Parker Deay a Jordan Blum    | 9. dubna 2018     | 12. října 2019 | CAJN09        | XIV (9)         |
| 244          | 10        | Railroaded                        | Tim Parsons a Jennifer Graves | Zack Rosenblatt              | 16. dubna 2018    | 12. října 2019 | CAJN10        | XIV (10)        |
| 245          | 11        | My Purity Ball and Chain          | Chris Bennett                 | Charles Suozzi               | 23. dubna 2018    | 15. října 2019 | CAJN11        | XIV (11)        |
| 246          | 12        | OreTron Trail                     | Josue Cervantes               | Paul Stroud                  | 30. dubna 2018    | 15. října 2019 | CAJN12        | XIV (12)        |
| 247          | 13        | Mean Francine                     | Shawn Murray                  | Nicole Shabtai               | 7. května 2018    | 16. října 2019 | CAJN13        | XIV (13)        |
| 248          | 14        | One-Woman Swole                   | Rodney Clouden                | Sasha Stroman                | 11. února 2019    | bude oznámeno  | CAJN14        |                 |
| 249          | 15        | Flavortown                        | Jansen Yee                    | Greg Cohen                   | 18. února 2019    | bude oznámeno  | CAJN15        |                 |
| 250          | 16        | Persona Assistant                 | Joe Daniello                  | Jeff Kauffmann               | 25. února 2019    | bude oznámeno  | CAJN16        |                 |
| 251          | 17        | The Legend of Old Ulysses         | Pam Cooke a Valerie Fletcher  | Zack Rosenblatt              | 4. března 2019    | bude oznámeno  | CAJN17        |                 |
| 252          | 18        | Twinanigans                       | Tim Parsons a Jennifer Graves | Jordan Blum a Parker Deay    | 11. března 2019   | bude oznámeno  | CAJN18        |                 |
| 253          | 19        | Top of the Steve                  | Chris Bennett                 | Joe Chandler a Nic Wegener   | 18. března 2019   | bude oznámeno  | CAJN19        |                 |
| 254          | 20        | Funnyish Games                    | Josue Cervantes               | Kirk J. Rudell               | 25. března 2019   | bude oznámeno  | CAJN20        |                 |
| 255          | 21        | Fleabiscuit                       | Shawn Murray                  | Teresa Hsiao                 | 1. dubna 2019     | bude oznámeno  | CAJN21        |                 |
| 256          | 22        | The Future Is Borax               | Rodney Clouden                | Brett Cawley a Robert Maitia | 8. dubna 2019     | bude oznámeno  | CAJN22        |                 |

### Patnáctá řada (2019)
| Č. v seriálu | Č. v řadě | Původní název                          | Režie                         | Scénář                       | Premiéra v USA    | Premiéra v ČR | Produkční kód |
| ------------ | --------- | -------------------------------------- | ----------------------------- | ---------------------------- | ----------------- | ------------- | ------------- |
| 257          | 1         | Fantasy Baseball                       | Jansen Yee                    | Tim Saccardo                 | 15. dubna 2019    | bude oznámeno | DAJN01        |
| 258          | 2         | I Am the Jeans: The Gina Lavetti Story | Joe Daniello                  | Nicole Shabtai               | 22. dubna 2019    | bude oznámeno | DAJN02        |
| 259          | 3         | Stan & Francine & Connie & Ted         | Pam Cooke a Valerie Fletcher  | Jeff Kauffmann               | 29. dubna 2019    | bude oznámeno | DAJN03        |
| 260          | 4         | Rabbit Ears                            | Tim Parsons a Jennifer Graves | Brett Cawley a Robert Maitia | 6. května 2019    | bude oznámeno | DAJN04        |
| 261          | 5         | Jeff and the Dank Ass Weed Factory     | Chris Bennett                 | Joe Chandler a Nic Wegener   | 13. května 2019   | bude oznámeno | DAJN05        |
| 262          | 6         | Lost Boys                              | Josue Cervantes               | Joel Hurwitz                 | 20. května 2019   | bude oznámeno | DAJN06        |
| 263          | 7         | Shark?!                                | Shawn Murray                  | Jordan Blum a Parker Deay    | 27. května 2019   | bude oznámeno | DAJN07        |
| 264          | 8         | The Long March                         | Rodney Clouden                | Charles Suozzi               | 3. června 2019    | bude oznámeno | DAJN08        |
| 265          | 9         | The Hall Monitor and the Lunch Lady    | Jansen Yee                    | Zack Rosenblatt              | 10. června 2019   | bude oznámeno | DAJN09        |
| 266          | 10        | Wild Women Do                          | Joe Daniello                  | Marc Carusiello              | 17. června 2019   | bude oznámeno | DAJN10        |
| 267          | 11        | An Irish Goodbye                       | Pam Cooke a Valerie Fletcher  | Laura Beason                 | 24. června 2019   | bude oznámeno | DAJN11        |
| 268          | 12        | Stompe Le Monde                        | Tim Parsons a Jennifer Graves | Zack Rosenblatt              | 1. července 2019  | bude oznámeno | DAJN12        |
| 269          | 13        | Mom Sauce                              | Chris Bennett                 | Sasha Stroman                | 8. července 2019  | bude oznámeno | DAJN13        |
| 270          | 14        | Hamerican Dad!                         | Josue Cervantes               | Sam Brenner                  | 15. července 2019 | bude oznámeno | DAJN14        |
| 271          | 15        | Demolition Daddy                       | Shawn Murray                  | Paul Stroud                  | 22. července 2019 | bude oznámeno | DAJN15        |
| 272          | 16        | Pride Before the Fail                  | Rodney Clouden                | Soren Bowie                  | 29. července 2019 | bude oznámeno | DAJN16        |
| 273          | 17        | Enter Stanman                          | Jansen Yee                    | Jeff Kauffmann               | 5. srpna 2019     | bude oznámeno | DAJN17        |
| 274          | 18        | No Weddings and a Funeral              | Joe Daniello                  | Tim Saccardo                 | 12. srpna 2019    | bude oznámeno | DAJN18        |
| 275          | 19        | Eight Fires                            | Pam Cooke a Valerie Fletcher  | Brett Cawley a Robert Maitia | 19. srpna 2019    | bude oznámeno | DAJN19        |
| 276          | 20        | The Hand That Rocks the Rogu           | Tim Parsons a Jennifer Graves | Jordan Blum a Parker Deay    | 26. srpna 2019    | bude oznámeno | DAJN20        |

### Šestnáctá řada (2020)
| Č. v seriálu | Č. v řadě | Původní název                           | Režie                         | Scénář                       | Premiéra v USA    | Premiéra v ČR | Produkční kód |
| ------------ | --------- | --------------------------------------- | ----------------------------- | ---------------------------- | ----------------- | ------------- | ------------- |
| 277          | 1         | 100 Years a Solid Fool                  | Shawn Murray                  | Charles Suozzi               | 13. dubna 2020    | bude oznámeno | EAJN01        |
| 278          | 2         | Downtown                                | Chris Bennett                 | Nic Wegener a Joe Chandler   | 20. dubna 2020    | bude oznámeno | DAJN21        |
| 279          | 3         | Cheek to Cheek: A Stripper’s Story      | Josue Cervantes               | Charles Suozzi               | 27. dubna 2020    | bude oznámeno | DAJN22        |
| 280          | 4         | A Starboy Is Born                       | Chris Bennett                 | Joel Hurwitz a Abel Tesfaye  | 4. května 2020    | bude oznámeno | EAJN15        |
| 281          | 5         | Tapped Out                              | Rodney Clouden                | Nicole Shabtai               | 11. května 2020   | bude oznámeno | EAJN02        |
| 282          | 6         | Brave N00b World                        | Jansen Yee                    | Joel Hurwitz                 | 18. května 2020   | bude oznámeno | EAJN03        |
| 283          | 7         | Into the Woods                          | Joe Daniello                  | Sam Brenner                  | 25. května 2020   | bude oznámeno | EAJN04        |
| 284          | 8         | One Fish, Two Fish                      | Tim Parsons a Jennifer Graves | Tim Saccardo                 | 1. června 2020    | bude oznámeno | EAJN06        |
| 285          | 9         | Exquisite Corpses                       | Chris Bennett                 | Brett Cawley a Robert Maitia | 8. června 2020    | bude oznámeno | EAJN07        |
| 286          | 10        | Trophy Wife, Trophy Life                | Shawn Murray                  | Sasha Stroman                | 15. června 2020   | bude oznámeno | EAJN10        |
| 287          | 11        | Game Night                              | Rodney Clouden                | Zack Rosenblatt              | 22. června 2020   | bude oznámeno | EAJN09        |
| 288          | 12        | American Data?                          | Jansen Yee                    | Paul Stroud                  | 29. června 2020   | bude oznámeno | EAJN11        |
| 289          | 13        | Salute Your Sllort                      | Joe Daniello                  | Parker Deay                  | 6. července 2020  | bude oznámeno | EAJN12        |
| 290          | 14        | Ghost Dad                               | Pam Cooke                     | Soren Bowie                  | 13. července 2020 | bude oznámeno | EAJN13        |
| 291          | 15        | Men II Boyz                             | Tim Parsons a Jennifer Graves | Alisha Ketry                 | 20. července 2020 | bude oznámeno | EAJN14        |
| 292          | 16        | First, Do No Farm                       | Josue Cervantes               | Jeff Kauffmann               | 27. července 2020 | bude oznámeno | EAJN16        |
| 293          | 17        | Roger Needs Dick                        | Pam Cooke a Valerie Fletcher  | Joe Chandler a Nic Wegener   | 3. srpna 2020     | bude oznámeno | EAJN05        |
| 294          | 18        | The Old Country                         | Shawn Murray                  | Tim Saccardo                 | 10. srpna 2020    | bude oznámeno | EAJN17        |
| 295          | 19        | Businessly Brunette                     | Rodney Clouden                | Zack Rosenblatt              | 17. srpna 2020    | bude oznámeno | EAJN18        |
| 296          | 20        | The Chilly Thrillies                    | Jansen Yee                    | Laura Beason                 | 24. srpna 2020    | bude oznámeno | EAJN19        |
| 297          | 21        | Dammmm, Stan!                           | Joe Daniello                  | Parker Deay                  | 31. srpna 2020    | bude oznámeno | EAJN20        |
| 298          | 22        | The Last Ride of the Dodge City Rambler | Pam Cooke                     | Charles Suozzi               | 7. září 2020      | bude oznámeno | EAJN21        |
| 299          | 23        | 300                                     | Tim Parsons a Jennifer Graves | Joe Chandler a Nic Wegener   | 14. září 2020     | bude oznámeno | EAJN22        |
| 300          | 24        | Yule. Tide. Repeat.                     | Josue Cervantes               | Jeff Kauffmann               | 21. prosince 2020 | bude oznámeno | EAJN08        |

### Sedmnáctá řada (2021)
| Č. v seriálu | Č. v řadě | Původní název                                                             | Režie           | Scénář                       | Premiéra v USA    | Premiéra v ČR | Produkční kód |
| ------------ | --------- | ------------------------------------------------------------------------- | --------------- | ---------------------------- | ----------------- | ------------- | ------------- |
| 301          | 1         | Who Smarted?                                                              | Chris Bennett   | Jeff Kauffmann               | 19. dubna 2021    | bude oznámeno | FAJN01        |
| 302          | 2         | Russian Doll                                                              | Josue Cervantes | Zack Rosenblatt              | 26. dubna 2021    | bude oznámeno | FAJN02        |
| 303          | 3         | Stan Moves to Chicago                                                     | Shawn Murray    | Nic Wegener                  | 3. května 2021    | bude oznámeno | FAJN03        |
| 304          | 4         | Shakedown Steve                                                           | Rodney Clouden  | Tim Saccardo                 | 10. května 2021   | bude oznámeno | FAJN04        |
| 305          | 5         | Klaus and Rogu in "Thank God for Loose Rocks": An American Dad! Adventure | Jansen Yee      | Joe Chandler                 | 17. května 2021   | bude oznámeno | FAJN05        |
| 306          | 6         | The Wondercabinet                                                         | Joe Daniello    | Brett Cawley a Robert Maitia | 24. května 2021   | bude oznámeno | FAJN06        |
| 307          | 7         | Little Bonnie Ramirez                                                     | Jennifer Graves | Parker Deay                  | 31. května 2021   | bude oznámeno | FAJN07        |
| 308          | 8         | Dancin' A-With My Cell                                                    | Tim Parsons     | Charles Suozzi               | 7. června 2021    | bude oznámeno | FAJN08        |
| 309          | 9         | Mused and Abused                                                          | Chris Bennett   | Sam Brenner                  | 14. června 2021   | bude oznámeno | FAJN09        |
| 310          | 10        | Henderson                                                                 | Shawn Murray    | Joel Hurwitz                 | 21. června 2021   | bude oznámeno | FAJN11        |
| 311          | 11        | Hot Scoomp                                                                | John O'Day      | Nicole Shabtai               | 28. června 2021   | bude oznámeno | FAJN12        |
| 312          | 12        | Lumberjerk                                                                | Joe Daniello    | Paul Stroud                  | 5. července 2021  | bude oznámeno | FAJN14        |
| 313          | 13        | Stan & Francine & Stan & Francine & Radika                                | Jennifer Graves | Steve Hely                   | 12. července 2021 | bude oznámeno | FAJN15        |
| 314          | 14        | Flush After Reading                                                       | Tim Parsons     | Laura Beason                 | 19. července 2021 | bude oznámeno | FAJN16        |
| 315          | 15        | Comb Over: A Hair Piece                                                   | Chris Bennett   | Brett Cawley a Robert Maitia | 26. července 2021 | bude oznámeno | FAJN17        |
| 316          | 16        | Plot Heavy                                                                | Jansen Yee      | Soren Bowie                  | 2. srpna 2021     | bude oznámeno | FAJN13        |
| 317          | 17        | The Sinister Fate!!                                                       | Josue Cervantes | Jeff Kauffmann               | 9. srpna 2021     | bude oznámeno | FAJN18        |
| 318          | 18        | Dr. Sunderson's SunSuckers                                                | Shawn Murray    | Nic Wegener                  | 16. srpna 2021    | bude oznámeno | FAJN19        |
| 319          | 19        | Family Time                                                               | John O'Day      | Zack Rosenblatt              | 23. srpna 2021    | bude oznámeno | FAJN20        |
| 320          | 20        | Cry Baby                                                                  | Jansen Yee      | Joe Chandler                 | 30. srpna 2021    | bude oznámeno | FAJN21        |
| 321          | 21        | Crystal Clear                                                             | Joe Daniello    | Parker Deay                  | 6. září 2021      | bude oznámeno | FAJN22        |
| 322          | 22        | Steve's Franken Out                                                       | Josue Cervantes | Alisha Ketry                 | 25. října 2021    | bude oznámeno | FAJN10        |

### Osmnáctá řada (2022)
| Č. v seriálu | Č. v řadě | Původní název                                                       | Režie           | Scénář                       | Premiéra v USA     | Premiéra v ČR | Produkční kód |
| ------------ | --------- | ------------------------------------------------------------------- | --------------- | ---------------------------- | ------------------ | ------------- | ------------- |
| 323          | 1         | Langley Dollar Listings                                             | Jennifer Graves | Nic Wegener                  | 24. ledna 2022     | bude oznámeno | GAJN01        |
| 324          | 2         | Dressed Down                                                        | Tim Parsons     | Jeff Kauffmann               | 31. ledna 2022     | bude oznámeno | GAJN02        |
| 325          | 3         | The Book of Fischer                                                 | Chris Bennett   | Parker Deay                  | 7. února 2022      | bude oznámeno | GAJN03        |
| 326          | 4         | A Roger Story                                                       | Josue Cervantes | Joe Chandler                 | 14. února 2022     | bude oznámeno | GAJN04        |
| 327          | 5         | Epic Powder Dump                                                    | Shawn Murray    | Tim Saccardo                 | 21. února 2022     | bude oznámeno | GAJN05        |
| 328          | 6         | American Dad Graffito                                               | John O'Day      | Kevin Tyler                  | 28. února 2022     | bude oznámeno | GAJN06        |
| 329          | 7         | Beyond the Alcove or: How I Learned to Stop Worrying and Love Klaus | Jansen Yee      | Joel Hurwitz                 | 7. března 2022     | bude oznámeno | GAJN07        |
| 330          | 8         | A Song of Knives and Fire                                           | Joe Daniello    | Charles Suozzi               | 14. března 2022    | bude oznámeno | GAJN08        |
| 331          | 9         | The Curious Case of the Old Hole                                    | Chris Bennett   | Soren Bowie                  | 5. září 2022       | bude oznámeno | GAJN11        |
| 332          | 10        | Gold Top Nuts                                                       | Jennifer Graves | Brett Cawley a Robert Maitia | 12. září 2022      | bude oznámeno | GAJN09        |
| 333          | 11        | The Three Fs                                                        | Shawn Murray    | Alisha Ketry                 | 19. září 2022      | bude oznámeno | GAJN13        |
| 334          | 12        | Smooshed: A Love Story                                              | John O'Day      | Nicole Shabtai               | 26. září 2022      | bude oznámeno | GAJN14        |
| 335          | 13        | The Fast and the Spurious                                           | Joe Daniello    | Curtis Cook                  | 3. října 2022      | bude oznámeno | GAJN16        |
| 336          | 14        | A League of His Own                                                 | Josue Cervantes | Sam Brenner                  | 10. října 2022     | bude oznámeno | GAJN12        |
| 337          | 15        | You Are Here                                                        | Tim Parsons     | Joe Chandler                 | 31. října 2022     | bude oznámeno | GAJN18        |
| 338          | 16        | I Heard You Wanna Buy Some Speakers                                 | Jansen Yee      | Paul Stroud                  | 7. listopadu 2022  | bude oznámeno | GAJN15        |
| 339          | 17        | Hayley Was a Girl Scout?                                            | Jennifer Graves | Yolanda Carney               | 14. listopadu 2022 | bude oznámeno | GAJN17        |
| 340          | 18        | Please Please Jeff                                                  | Chris Bennett   | Laura Beason                 | 21. listopadu 2022 | bude oznámeno | GAJN19        |
| 341          | 19        | Jambalaya                                                           | Josue Cervantes | Nic Wegener                  | 28. listopadu 2022 | bude oznámeno | GAJN20        |
| 342          | 20        | Gernot and Strudel                                                  | Shawn Murray    | Zack Rosenblatt              | 5. prosince 2022   | bude oznámeno | GAJN21        |
| 343          | 21        | Echoes                                                              | John O'Day      | Jeff Kauffmann               | 12. prosince 2022  | bude oznámeno | GAJN22        |
| 344          | 22        | The Grounch                                                         | Tim Parsons     | Zack Rosenblatt              | 19. prosince 2022  | bude oznámeno | GAJN10        |

### Devatenáctá řada (2023)
| Č. v seriálu | Č. v řadě | Původní název                                   | Režie           | Scénář                       | Premiéra v USA     | Premiéra v ČR |
| ------------ | --------- | ----------------------------------------------- | --------------- | ---------------------------- | ------------------ | ------------- |
| 345          | 1         | Fellow Traveler                                 | Joe Daniello    | Brett Cawley a Robert Maitia | 27. března 2023    | bude oznámeno |
| 346          | 2         | The Professor and the Coach                     | Jansen Yee      | Joe Chandler                 | 3. dubna 2023      | bude oznámeno |
| 347          | 3         | Viced Principal                                 | Jennifer Graves | Parker Deay                  | 10. dubna 2023     | bude oznámeno |
| 348          | 4         | The Pleasanting at Smith House                  | Tim Parsons     | Joel Hurwitz                 | 17. dubna 2023     | bude oznámeno |
| 349          | 5         | Stretched Thin                                  | Chris Bennett   | Sam Brenner                  | 1. května 2023     | bude oznámeno |
| 350          | 6         | Better on Paper                                 | Joe Daniello    | Alisha Ketry                 | 8. května 2023     | bude oznámeno |
| 351          | 7         | Cow I Met Your Moo-ther                         | John O'Day      | Zack Rosenblatt              | 15. května 2023    | bude oznámeno |
| 352          | 8         | Stan Fixes a Shingle                            | Josue Cervantes | Tim Saccardo                 | 22. května 2023    | bude oznámeno |
| 353          | 9         | Saving Face                                     | Jennifer Graves | Charles Suozzi               | 29. května 2023    | bude oznámeno |
| 354          | 10        | Frantastic Voyage                               | Tim Parsons     | Soren Bowie                  | 4. září 2023       | bude oznámeno |
| 355          | 11        | A Little Mystery                                | Chris Bennett   | Laura Beason                 | 11. září 2023      | bude oznámeno |
| 356          | 12        | Don't You Be My Neighbor                        | Josue Cervantes | Paul Stroud                  | 18. září 2023      | bude oznámeno |
| 357          | 13        | Productive Panic                                | Shawn Murray    | Nicole Shabtai               | 25. září 2023      | bude oznámeno |
| 358          | 14        | Multiverse of American Dadness                  | John O'Day      | Curtis Cook                  | 2. října 2023      | bude oznámeno |
| 359          | 15        | Z.O.I.N.C.S.                                    | Shawn Murray    | Jeff Kauffmann               | 30. října 2023     | bude oznámeno |
| 360          | 16        | A New Era for the Smith House                   | Jansen Yee      | Yolanda Carney               | 6. listopadu 2023  | bude oznámeno |
| 361          | 17        | Between a Ring and a Hardass                    | Joe Daniello    | Kevin Tyler                  | 13. listopadu 2023 | bude oznámeno |
| 362          | 18        | Footprints                                      | Jennifer Graves | Joe Chandler                 | 20. listopadu 2023 | bude oznámeno |
| 363          | 19        | Steve, Snot, and the Quest for the Og Four Loko | Tim Parsons     | Nic Wegener                  | 27. listopadu 2023 | bude oznámeno |
| 364          | 20        | The Pink Sphinx Holds Her Hearts on the Turn    | Chris Bennett   | Brett Cawley a Robert Maitia | 4. prosince 2023   | bude oznámeno |
| 365          | 21        | A Little Extra Scratch                          | Josue Cervantes | Jeff Kauffmann               | 11. prosince 2023  | bude oznámeno |
| 366          | 22        | Into the Jingleverse                            | Jansen Yee      | Nic Wegener                  | 18. prosince 2023  | bude oznámeno |

### Dvacátá řada (2024–2025)
| Č. v seriálu | Č. v řadě | Původní název                                  | Režie           | Scénář                       | Premiéra v USA     | Premiéra v ČR |
| ------------ | --------- | ---------------------------------------------- | --------------- | ---------------------------- | ------------------ | ------------- |
| 367          | 1         | The Grocery Store Bank                         | Shawn Murray    | Brett Cawley a Robert Maitia | 28. října 2024     | bude oznámeno |
| 368          | 2         | Brown Lotus                                    | John O'Day      | Nic Wegener                  | 4. listopadu 2024  | bude oznámeno |
| 369          | 3         | I've Got a Friend in Me                        | Jansen Yee      | Jeff Kauffmann               | 11. listopadu 2024 | bude oznámeno |
| 370          | 4         | Touch the Sun: A Chimborazo Adventure          | Joe Daniello    | Zack Rosenblatt              | 18. listopadu 2024 | bude oznámeno |
| 371          | 5         | Under (and Over, and Beside) the Boardwalk     | Jennifer Graves | Parker Deay                  | 25. listopadu 2024 | bude oznámeno |
| 372          | 6         | The Violence of the Clams                      | Tim Parsons     | Tim Saccardo                 | 2. prosince 2024   | bude oznámeno |
| 373          | 7         | An Adult Woman                                 | Chris Bennett   | Nicole Shabtai               | 9. prosince 2024   | bude oznámeno |
| 374          | 8         | Piece by Piece                                 | Josue Cervantes | Alisha Ketry                 | 16. prosince 2024  | bude oznámeno |
| 375          | 9         | Nasty Christmas                                | John O'Day      | Joel Hurwitz                 | 23. prosince 2024  | bude oznámeno |
| 376          | 10        | Idiot Rich                                     | Shawn Murray    | Andrew Rose                  | 30. prosince 2024  | bude oznámeno |
| 377          | 11        | Killer Mimosa                                  | Jansen Yee      | Soren Bowie                  | 6. ledna 2025      | bude oznámeno |
| 378          | 12        | The Legend of Mike Madonia, the Rototiller Man | Joe Daniello    | Paul Stroud                  | 13. ledna 2025     | bude oznámeno |
| 379          | 13        | The Clearview Motel                            | Jennifer Graves | Sam Brenner                  | 20. ledna 2025     | bude oznámeno |
| 380          | 14        | The Girl Who Cried Space Jam                   | Tim Parsons     | Curtis Cook                  | 27. ledna 2025     | bude oznámeno |
| 381          | 15        | Get Him to the Greek Lifestyle                 | Chris Bennett   | Kevin Tyler                  | 3. února 2025      | bude oznámeno |
| 382          | 16        | The Mystery of the Missing Bazooka Shark Babe  | Josue Cervantes | Yolanda Carney               | 10. února 2025     | bude oznámeno |
| 383          | 17        | Pork 'N Feelings                               | Shawn Murray    | Kate Spurgeon                | 17. února 2025     | bude oznámeno |
| 384          | 18        | Oh Brothel, Where Art Thou?                    | John O'Day      | Jeff Kauffmann               | 24. února 2025     | bude oznámeno |
| 385          | 19        | The Sickness                                   | Jansen Yee      | Zack Rosenblatt              | 3. března 2025     | bude oznámeno |
| 386          | 20        | Silicon Steve                                  | Joe Daniello    | Nic Wegener                  | 10. března 2025    | bude oznámeno |
| 387          | 21        | Guardian                                       | Tim Parsons     | Brian Boyle                  | 17. března 2025    | bude oznámeno |
| 388          | 22        | What Great Advancements!                       | Jennifer Graves | Brett Cawley a Robert Maitia | 24. března 2025    | bude oznámeno |